# 김강남
김강남(한국 한자: 金岡南, 1954년 7월 19일 ~ )은 축구 감독이자 tbs의 축구 해설가이다. 친형은 전 울산 현대 감독인 김정남이고 쌍둥이 동생 김성남은 FC 서울의 2군 감독이다.
경신고등학교와 고려대학교를 졸업한 뒤 1983년 유공 코끼리의 창단 멤버로 프로 선수 생활을 시작해 대우 로얄즈에서 은퇴하였으며, 대한민국 청소년 대표팀과 국가대표팀 선수로도 활약하였다. 선수 은퇴 이후 경신고등학교와 중경고등학교에서 15년간 감독을 역임하였고 1998 FIFA 월드컵 KBS 해설을 시작으로 2002 FIFA 월드컵, 2006 FIFA 월드컵 당시 MBC 해설위원으로 활동했으며 현재 tbs 교통방송의 해설위원으로 활동하고 있다.

## 같이 보기
- 김정남
- 김성남

| 전임 이창환 | 제3대 서울 유나이티드 FC 감독 2010-2011 | 후임 임근재 |